# Oniceni (okręg Suczawa)
Oniceni – wieś w Rumunii, w okręgu Suczawa, w gminie Forăști. W 2011 roku liczyła 919 mieszkańców.